# Taenaris hyllus
Taenaris hyllus är en fjärilsart som beskrevs av Brooks 1950. Taenaris hyllus ingår i släktet Taenaris och familjen praktfjärilar. Inga underarter finns listade i Catalogue of Life.